# Liste von Hochschulen in Nordrhein-Westfalen
Die Liste von Hochschulen in Nordrhein-Westfalen listet die Hochschulen auf, deren Sitz bzw. deren Hauptsitz in Nordrhein-Westfalen liegt.

## Liste
Angegeben sind jeweils der Name der Hochschule, ihr (Haupt-)Sitz (beziehungsweise bei Hochschulen, deren (Haupt-)Sitz außerhalb Nordrhein-Westfalens liegt, der Standort in Nordrhein-Westfalen), die Hochschulart, die Trägerschaft und weitere Standorte. Bei Hochschulen mit (Haupt-)Sitz außerhalb Nordrhein-Westfalens ist in der letzten Spalte der (Haupt-)Sitz kursiv hervorgehoben.
Die Liste ist nach (Haupt-)Sitz/Standort vorsortiert und enthält Stand 2021 71 Einträge.
| Name                                                                  | (Haupt-)Sitz/ Standort | Hochschulart    | Trägerschaft         | weitere Standorte |
| --------------------------------------------------------------------- | ---------------------- | --------------- | -------------------- | --- |
| FH Aachen                                                             | Aachen                 | Fachhochschule  | öffentlich-rechtlich | Düren, Jülich, Köln |
| RWTH Aachen                                                           | Aachen                 | Universität     | öffentlich-rechtlich | |
| Alanus Hochschule für Kunst und Gesellschaft                          | Alfter                 | Kunsthochschule | privat               | Mannheim |
| Fachhochschule für Rechtspflege Nordrhein-Westfalen                   | Bad Münstereifel       | Fachhochschule  | Verwaltung           | |
| Hochschule Bielefeld                                                  | Bielefeld              | Fachhochschule  | öffentlich-rechtlich | Gütersloh, Minden |
| Fachhochschule der Diakonie                                           | Bielefeld              | Fachhochschule  | kirchlich            | |
| Fachhochschule des Mittelstands                                       | Bielefeld              | Fachhochschule  | privat               | Hannover, Hanoi (Vietnam), Köln, Pulheim, Rostock, Suzhou (Volksrepublik China) |
| Universität Bielefeld                                                 | Bielefeld              | Universität     | öffentlich-rechtlich | |
| EBZ Business School                                                   | Bochum                 | Fachhochschule  | privat               | |
| Evangelische Hochschule Rheinland-Westfalen-Lippe                     | Bochum                 | Fachhochschule  | kirchlich            | |
| Hochschule Bochum                                                     | Bochum                 | Fachhochschule  | öffentlich-rechtlich | |
| Hochschule für Gesundheit                                             | Bochum                 | Fachhochschule  | öffentlich-rechtlich | |
| Ruhr-Universität Bochum                                               | Bochum                 | Universität     | öffentlich-rechtlich | |
| Technische Hochschule Georg Agricola                                  | Bochum                 | Fachhochschule  | privat               | |
| Hochschule der Sparkassen-Finanzgruppe                                | Bonn                   | Fachhochschule  | privat               | |
| Rheinische Friedrich-Wilhelms-Universität Bonn                        | Bonn                   | Universität     | öffentlich-rechtlich | |
| Europäische Fachhochschule                                            | Brühl                  | Fachhochschule  | privat               | |
| Hochschule des Bundes für öffentliche Verwaltung                      | Brühl                  | Fachhochschule  | Verwaltung           | |
| Hochschule für Musik Detmold                                          | Detmold                | Kunsthochschule | staatlich            | |
| Fachhochschule Dortmund                                               | Dortmund               | Fachhochschule  | öffentlich-rechtlich | |
| INU - Innovative University of Applied Sciences                       | Köln                   | Fachhochschule  | privat               | |
| International School of Management                                    | Dortmund               | Fachhochschule  | privat               | Frankfurt am Main, Hamburg, München, Köln |
| Technische Universität Dortmund                                       | Dortmund               | Universität     | öffentlich-rechtlich | |
| Universität Duisburg-Essen                                            | Duisburg               | Universität     | öffentlich-rechtlich | Essen |
| EBC Hochschule                                                        | Düsseldorf             | Fachhochschule  | privat               | Berlin, Hamburg |
| Hochschule Düsseldorf                                                 | Düsseldorf             | Fachhochschule  | öffentlich-rechtlich | |
| Fliedner Fachhochschule Düsseldorf                                    | Düsseldorf             | Fachhochschule  | privat               | |
| Heinrich-Heine-Universität Düsseldorf                                 | Düsseldorf             | Universität     | öffentlich-rechtlich | |
| Kunstakademie Düsseldorf                                              | Düsseldorf             | Kunsthochschule | staatlich            | |
| Robert Schumann Hochschule Düsseldorf                                 | Düsseldorf             | Kunsthochschule | staatlich            | |
| FOM – Hochschule für Oekonomie und Management                         | Essen                  | Fachhochschule  | privat               | Aachen, Berlin, Bonn, Bremen, Dortmund, Duisburg, Düsseldorf, Frankfurt am Main, Gütersloh, Hamburg, Hannover, Köln, Leipzig, Luxemburg (Luxemburg), Marl, Mannheim, München, Neuss, Nürnberg, Siegen, Stuttgart, Tai’an (Volksrepublik China), Tàiyuán (Volksrepublik China), Wuppertal |
| Folkwang Universität der Künste                                       | Essen                  | Kunsthochschule | staatlich            | Bochum, Dortmund, Duisburg |
| Hochschule für Polizei und öffentliche Verwaltung Nordrhein-Westfalen | Gelsenkirchen          | Fachhochschule  | Verwaltung           | Bielefeld, Dortmund, Duisburg, Hagen, Köln, Münster |
| Westfälische Hochschule                                               | Gelsenkirchen          | Fachhochschule  | öffentlich-rechtlich | Ahaus, Bocholt, Recklinghausen |
| Fernuniversität in Hagen                                              | Hagen                  | Universität     | öffentlich-rechtlich | Arnsberg, Berlin, Bonn, Borken, Bottrop, Bregenz (Österreich), Brig (Schweiz), Brilon, Budapest (Ungarn), Castrop-Rauxel, Coesfeld, Eschweiler, Euskirchen, Frankfurt am Main, Gummersbach, Hamburg, Hannover, Herford, Karlsruhe, Krefeld, Leipzig, Leverkusen, Linz (Österreich), Lippstadt, Lüdenscheid, Lüdinghausen, Marl, Minden, München, Neuss, Nürnberg, Pfäffikon (Schweiz), Rheine, Riga (Lettland), Saalfelden am Steinernen Meer (Österreich), Schwäbisch Gmünd, Smolensk (Russland), Steyr (Österreich), Stuttgart, Villach (Österreich), Villingen-Schwenningen, Wesel, Wien (Österreich) |
| Hochschule Hamm-Lippstadt                                             | Hamm                   | Fachhochschule  | öffentlich-rechtlich | Lippstadt |
| SRH Hochschule für Logistik und Wirtschaft                            | Hamm                   | Fachhochschule  | privat               | |
| Hochschule für Kirchenmusik der Evangelischen Kirche von Westfalen    | Herford                | Kunsthochschule | kirchlich            | |
| University of Applied Sciences Europe                                 | Iserlohn               | Fachhochschule  | privat               | Berlin |
| Fachhochschule Südwestfalen                                           | Iserlohn               | Fachhochschule  | öffentlich-rechtlich | Hagen, Lüdenscheid, Meschede, Soest |
| Hochschule Rhein-Waal                                                 | Kleve                  | Fachhochschule  | öffentlich-rechtlich | Kamp-Lintfort |
| Cologne Business School                                               | Köln                   | Fachhochschule  | privat               | |
| Deutsche Sporthochschule Köln                                         | Köln                   | Universität     | öffentlich-rechtlich | |
| Hochschule Fresenius                                                  | Köln                   | Fachhochschule  | privat               | Hamburg, Idstein, Frankfurt am Main, München, Zwickau, Wien (Österreich) |
| Media University of Applied Sciences                                  | Köln                   | Fachhochschule  | privat               | Berlin |
| Hochschule für Musik und Tanz Köln                                    | Köln                   | Kunsthochschule | staatlich            | Aachen, Wuppertal |
| Kölner Hochschule für Katholische Theologie                           | Köln                   | Universität     | kirchlich            | |
| Technische Hochschule Köln                                            | Köln                   | Fachhochschule  | öffentlich-rechtlich | Gummersbach, Leverkusen |
| Katholische Hochschule Nordrhein-Westfalen                            | Köln                   | Fachhochschule  | kirchlich            | Aachen, Münster, Paderborn |
| Kunsthochschule für Medien Köln                                       | Köln                   | Kunsthochschule | staatlich            | |
| Rheinische Hochschule Köln                                            | Köln                   | Fachhochschule  | privat               | |
| Universität zu Köln                                                   | Köln                   | Universität     | öffentlich-rechtlich | |
| Hochschule Niederrhein                                                | Krefeld                | Fachhochschule  | öffentlich-rechtlich | Mönchengladbach |
| Technische Hochschule Ostwestfalen-Lippe                              | Lemgo                  | Fachhochschule  | öffentlich-rechtlich | Detmold, Höxter |
| Hochschule Ruhr West                                                  | Mülheim an der Ruhr    | Fachhochschule  | öffentlich-rechtlich | Bottrop |
| Deutsche Hochschule der Polizei                                       | Münster                | Universität     | Verwaltung           | |
| Fachhochschule Münster                                                | Münster                | Fachhochschule  | öffentlich-rechtlich | Steinfurt, Beckum |
| Kunstakademie Münster                                                 | Münster                | Kunsthochschule | staatlich            | |
| Philosophisch-Theologische Hochschule Münster                         | Münster                | Universität     | kirchlich            | |
| Universität Münster                                                   | Münster                | Universität     | öffentlich-rechtlich | |
| Rheinische Fachhochschule Neuss                                       | Neuss                  | Fachhochschule  | privat               | |
| Hochschule für Finanzen Nordrhein-Westfalen                           | Nordkirchen            | Fachhochschule  | Verwaltung           | |
| Fachhochschule der Wirtschaft                                         | Paderborn              | Fachhochschule  | privat               | Bergisch Gladbach, Bielefeld, Mettmann |
| Theologische Fakultät Paderborn                                       | Paderborn              | Universität     | kirchlich            | |
| Universität Paderborn                                                 | Paderborn              | Universität     | öffentlich-rechtlich | |
| Praxis-Hochschule                                                     | Rheine                 | Fachhochschule  | privat               | |
| Hochschule Bonn-Rhein-Sieg                                            | Sankt Augustin         | Fachhochschule  | öffentlich-rechtlich | Hennef (Sieg), Rheinbach |
| Universität Siegen                                                    | Siegen                 | Universität     | öffentlich-rechtlich | |
| Deutsche Hochschule für Gesundheit und Sport                          | Unna                   | Fachhochschule  | privat               | Berlin |
| Universität Witten/Herdecke                                           | Witten                 | Universität     | privat               | |
| Bergische Universität Wuppertal                                       | Wuppertal              | Universität     | öffentlich-rechtlich | |
| Kirchliche Hochschule Wuppertal                                       | Wuppertal              | Universität     | kirchlich            | |